# 德里克·罗伊
德里克·罗伊（英語：Derek Roy，1983年5月4日—），加拿大男子冰球运动员，场上位置是前锋。他曾代表加拿大国家队参加2018年冬季奥林匹克运动会冰球比赛，获得一枚铜牌。